# 和歌山電鐵
和歌山電鐵股份有限公司（日语：／ Wakayama Dentetsu */?）是一間將總部設於和歌山縣和歌山市，負責經營鐵路線貴志川線的公司。是岡山電氣軌道（岡電）的全資子公司，屬於兩備集團。

## 概要
2006年（平成18年）4月1日起繼承經營南海電氣鐵道（南海）貴志川線。公司名是母公司的岡山電氣軌道公開招募公司名之中選出。選出的理由是「不會隨時代流逝，植根於地域的名字」（時代に流されない、地域に根ざした名前）。公司字採用舊字體的字，是因為新字體文字拆分會成為「金」和「失」，意頭不好而避免使用字用作鐵路公司上，不過在和歌山電鐵的情況下，一般仍然作為字使用。

## 路線
| 中文線名 | 日文線名 | 起點         | 終點       | 距離（公里） |
| -------- | -------- | ------------ | ---------- | ------------ |
| 貴志川線 |          | 和歌山（01） | 貴志（14） | 14.3         |